# Ceratodus
Ceratodus (uit het Grieks: κέρας kéras, 'hoorn' en Grieks: ὀδούς odoús 'tand') is een geslacht van uitgestorven longvissen, dat leefde van het Vroeg-Trias tot het Paleoceen. Fossiel bewijs dateert uit het Vroeg-Trias. Een breed scala aan fossiele soorten uit verschillende tijdsperioden is over de hele wereld gevonden in landen zoals de Verenigde Staten, Argentinië, Groenland, Engeland, Duitsland, Egypte, Madagaskar, China en Australië. Aangenomen wordt dat Ceratodus ergens rond het begin van het Eoceen is uitgestorven.

## Beschrijving
Deze dertig centimeter lange vis, een fossiele verwant van de heden levende Australische longvis, had boven en onder twee, aan de kaken verankerde, waaiervormige tandplaten. Daarover liepen diagonaal van de binnenste achterhoek naar de buitenkant tot zes uitstekende plooien, die zich afwisselden met diepe groeven.

## Leefwijze
Deze vis leefde aan de bodem in zoet water.

## Vondsten
Fossielen van deze vis werden wereldwijd gevonden.

## Soorten
- C. latissimus Agassiz, 1837
- C. elegans Vollrath, 1923
- C. eruciferus Cope, 1876 (nomen dubium)
- C. hieroglyphus Cope, 1876 (nomen dubium)
- C. guentheri Marsh, 1878 (verplaatst naar Potamoceratodus in 2010 door Pardo et al.)
- C. robustus Knight, 1898
- C. africanus Haug, 1905
- C. humei Priem, 1914
- C. szechuanensis Young, 1942
- C. frazieri Ostrom, 1970
- C. gustasoni Kirkland, 1987
- C. felchi Kirkland, 1987 (verplaatst naar C. guentheri door Kirkland 1998)
- C. fossanovum Kirkland, 1998
- C. stewarti  Milner and Kirkland, 2006
- C. texanus  Parris et al., 2011
- C. tunuensis
- C. carteri  Main et al., 2014
- C. kranzi  Frederickson et al., 2016
- C. kirklandi Frederickson & Cifelli, 2016
- C. molossus Frederickson & Cifelli, 2016
- C. kempae Frederickson & Cifelli, 2016
- C. nirumbee Frederickson & Cifelli, 2016